# Pharus glaber
Pharus glaber  es una especie gramínea, perenne, siempre verde, arbustiva, que  alcanza hasta 2 metros de altura. Es nativa de América (EE. UU., México, el Caribe, Cuba, América Central y Sudamérica hasta Argentina). Soporta hasta - 5 °C y, en algunos países, se la utiliza como planta medicinal.

## Sinonimia
- Pharus angustifolius  (Nees) Döll
- Pharus brasiliensis Raddi
- Pharus glochidiatus J.Presl
- Pharus lancifolius Desv. ex Ham.
- Pharus lappulaceus Aubl.
- Pharus lappulaceus Lam.
- Pharus lappulaceus subsp. glaber (Kunth) Judz. ex Berendsohn & Araniva
- Pharus micranthus Schrad. ex Nees[3]